# Holbrook, New York
Holbrook är en ort i Suffolk County i delstaten New York, USA.